# Oleg Grams
Oleg Mikhaïlovitch Grams (en russe : Олег Михайлович Грамс), né le 20 février 1984 à Krasnodar, est un joueur de handball international russe évoluant au poste de gardien de but.
Après avoir fait l'essentiel de sa carrière au Medvedi Tchekhov, il rejoint en 2017 le club français du Dunkerque Handball Grand Littoral. En mars 2021, le club nordiste a accepté la demande de Grams de mettre prématurément fin, pour raisons personnelles, à son contrat afin de pouvoir rentrer chez lui, en Russie .

## Palmarès

### En clubs
Compétitions internationales
- Vainqueur de la Coupe d'Europe des vainqueurs de coupe (1) : 2006 (avec Medvedi Tchekhov)

Compétitions nationales
- Vainqueur du Champion de Russie (16) : 2002, 2003, 2004, 2005, 2006, 2007, 2008, 2009, 2010, 2011, 2012, 2013, 2014, 2015, 2016, 2017
- Vainqueur de la Coupe de Russie (7) : 2006, 2009, 2010, 2011, 2012, 2013, 2015

### En équipe nationale
Jeux olympiques
- 6e place aux Jeux olympiques de 2008 à Pékin,  Chine

Championnats du monde
- 7e place au Championnat du monde 2013 en  Espagne
- 19e place au Championnat du monde 2015 au  Qatar
- 12e place au Championnat du monde 2017 en  France
- 14e place au Championnat du monde 2019 au  Danemark et en  Allemagne

Championnats d'Europe
- 13e place au Championnat d'Europe 2008 en  Autriche
- 12e place au Championnat d'Europe 2010 en  Autriche
- 15e place au Championnat d'Europe 2012 en  Serbie
- 9e place au Championnat d'Europe 2016 en  Pologne
- 22e place au Championnat d'Europe 2020 en  Suède